# Cha con ông Mắt Mèo
Cha con ông Mắt mèo là bộ phim điện ảnh đầu tay của Lâm Lê Dũng, dựa theo truyện vừa cho thiếu nhi cùng tên của nhà văn Khôi Vũ, tác phẩm đạt giải Khuyến khích cuộc thi Sáng tác Văn học thiếu nhi “Vì tương lai” lần thứ nhất năm 1993.

## Nội dung
Cậu bé Út Đen sống cùng cha sau khi mẹ bỏ nhà đi, Út Đen ban ngày đi học, đi chơi, ban đêm lại đi ăn trộm cùng cha. Vì đôi mắt cha Út Đen rất sáng trong đêm nên ông có biệt danh Mắt Mèo. Một tối kia, ông Mắt Mèo bị bắn trúng trong lúc đi ăn trộm, vì sợ bị phát hiện nên ông không dám đi chữa thương. Sau này ông phải cưa chân đi. Và từ đó, cuộc sống cha con ông chuyển sang trang mới, ông nhận ra rằng báu vật lớn nhất của mình chính là đứa con luôn bên cạnh ông.

## Diễn viên
- Lê Bình - Ông Mắt mèo

- Thái Hoàng Hải – Mành

## Sản xuất
Lê Công Tuấn Anh khi còn sống từng nói với Lê Bình rằng sẽ làm bộ phim Cha con ông mắt mèo, nhưng Lê Công đã không thực hiện được. Trong bộ phim này Lê Bình vào vai một người bị cụt chân, ông thường xuyên gập một chân trong thời gian một tháng đóng phim.
Để có thêm kinh phí sản xuất, đạo diễn Lâm Lê Dũng đã một lần phải sung cả tiền nhuận bút của mình và vợ, phó đạo diễn kiêm thư ký trường quay Kim Hoàng.

## Giải thưởng
Năm 1999:
- Liên hoan phim Việt Nam lần thứ 12
  - Bông sen bạc thể loại Phim video
  - Nam diễn viên phụ xuất sắc: Thái Hoàng Hải (vai Mành)[5]
- Giải B Hội Điện ảnh
- Giải thưởng của Bộ Công an